# Cialdino dei tufi
Il cialdino dei tufi è un tipico dolce della tradizione culinaria della Maremma, specificatamente dei paesi di Pitigliano, Sorano e Sovana.

## Storia
Secondo alcune fonti locali, il dolce sarebbe stato creato nel XVII secolo dalle suore del convento di San Francesco di Pitigliano, utilizzando gli ingredienti a disposizione presso le fattorie della zona, come farina di grano, uova, latte, zucchero e olio d'oliva.
Altre fonti, invece, fanno risalire l'origine del dolce all'età antica, quando veniva realizzato con farina di farro e erbe aromatiche.
Il cialdino dei tufi è protetto dal marchio De.Co. (Denominazioni Comunali) e viene preparato seguendo diverse ricette, alcune delle quali prevedono anche l'aggiunta di vino bianco e acqua di rose.